# Paulino I de Aquileia

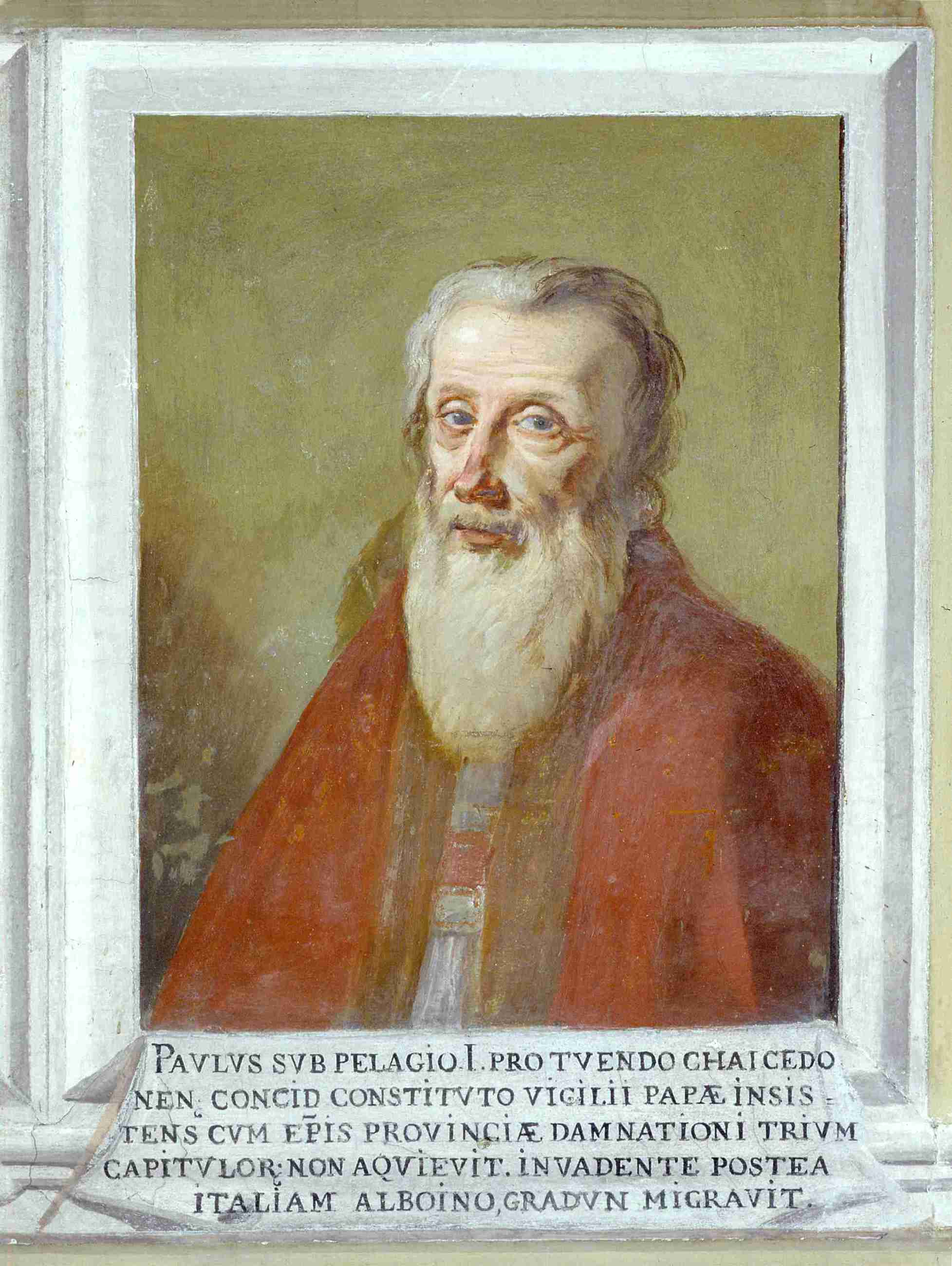
Retrato do Patriarca na Sala dei Patriarchi no Palácio Patriarcal de Udine

Paulino I ou Paulo I (... - Grado, 569) foi um Bispo italiano, Patriarca de Aquileia da época do Reino Lombardo. O diminutivo Paulino representa uma zombaria do Papa, que tem sido frequentemente adotada na historiografia.

## Biografia
Sucessor do Arcebispo Macedônio por volta de 557, foi um dos maiores expoentes do Cisma Tricapitolino. Ele conseguiu resistir a tentativa do Papa Pelágio I de removê-lo do cargo de Patriarca de Aquileia.
Em 568, para escapar da ocupação lombarda da Itália, fugiu para Grado. Ele também trouxe consigo o Tesouro da Igreja e as relíquias dos mártires de Aquileia, incluindo as do segundo Bispo de Aquileia, Ilario, e de seu Diácono, Taciano.